# Le Premier Ministre
Ne doit pas être confondu avec Premier ministre.
Pour plus de détails, voir Fiche technique et Distribution.
Le Premier Ministre (The Prime Minister) est un film biographique britannique réalisé par Thorold Dickinson en 1941.

## Synopsis
La vie de Benjamin Disraeli depuis ses débuts en tant que romancier jusqu’à ses triomphes politiques en tant qu’homme d’État de grande renommée au 19e siècle.

## Fiche technique
- Titre : Le Premier ministre
- Titre original : The Prime Minister
- Réalisation : Thorold Dickinson
- Scénario : Michael Hogan et Brock Williams
- Musique : Jack Beaver
- Photographie : Basil Emmott
- Montage : Leslie Norman
- Production : Max Milder
- Société de production : Warner Brothers
- Pays :  Royaume-Uni
- Genre : Biopic, drame, historique, romance et guerre
- Durée : 109 minutes
- Dates de sortie : 
  -  Royaume-Uni : 3 mai 1941

## Distribution
- John Gielgud : Benjamin Disraeli
- Diana Wynyard : Mary Anne Disraeli
- Fay Compton : la reine Victoria
- Pamela Standish : la princesse royale Victoria
- Stephen Murray : William Ewart Gladstone
- Owen Nares : Lord Derby
- Frederick Leister : Lord Melbourne
- Nicholas Hannen : Sir Robert Peel
- Will Fyffe : L’Agitateur
- Anthony Ireland : le comte d'Orsay
- Irene Brown : Lady Londonderry
- Barbara Everest : la baronne Lehzen
- Gordon McLeod : John Brown